# Planiške fanfare
»Planiške fanfare« je instrumentalna glasbena špica, skladba Bojana Adamiča iz leta 1954. 
Tri leta kasneje je posodobljeno (današnjo) različico, ki je bolj mogočna in melodična od prve verzije, napisal oziroma prearanžiral še Uroš Krek. Še danes se predvaja v uvodni in zaključni špici prenosov.

## O skladbi

### 1954: Original verzija
Avtor glasbe je Bojan Adamič, ki je posebej za Planiško tekmovanje napisal akorde za fanfare. Prvič so jo zaigrali 12. marca 1954, na otvoritvi prenovljene Bloudkove velikanke, okrog 11:15 ure dopoldan.

### 1957: Krekova verzija
8. marca 1957, ob 10. uri dopoldan so v Dolini med Poncami in Ciprnikom zadonele mogočne fanfare, ki jih je napisal Uroš Krek.